# Кэмпбелл, Джон, 2-й герцог Аргайл
Джон Кэмпбелл (англ. John Campbell; 10 октября 1678, Хэм Хаус (Ham House), Питершем, Ричмонд-апон-Темс, графство Суррей, Англия — 4 октября 1743, Садбрук (Sudbrooke), графство Суррей, Англия) — шотландский аристократ и военный деятель, 2-й герцог Аргайл с 1703 года, 1-й граф Гринвич с 1705 года, 1-й герцог Гринвич с 1718, фельдмаршал (14 января 1736 года).
Покровительствовал шотландскому художнику Уильяму Айкману, который писал королевскую семью и всех членов герцогского рода Аргайла.

## Ранние годы
Будущий фельдмаршал родился 10 октября 1678 года в семье Арчибальда Кэмпбелла, 1-го герцога Аргайла и Элизабет Толлмаш (Tollemache), дочери сэра Лионеля Толлмаша, 3-го баронета Толлмаша; Джон наследовал титул герцога Аргайла и главы (вождя, Chief) клана Кэмпбеллов после смерти отца в 1703 году. В этом же году (1703), 4 февраля стал рыцарем Ордена Чертополоха. В 1704 году получил чин бригадира.
В 1705 году, за способствование принятию акта об унии между Англией и Шотландией, Джон Кэмпбелл получил титулы барона Чатэма и графа Гринвичского.
Во время Войны за Испанское наследство сражался под началом герцога Мальборо с 1708 по 1710 года; принимал участие в битве при Ауденарде и битве при Мальплаке.
22 декабря 1710 года стал Рыцарем Ордена Подвязки, покинув в то же время ряды Рыцарей Ордена Чертополоха.
В 1711 году назначен Главнокомандующим британскими войсками в Испании (по инициативе кабинетов партии Тори — лорда Оксфорда и лорда Болингброка), в июне 1712 — апреле 1714 года и с 5 октября 1714 по 29 июня 1716 года был также губернатором острова Минорка.
Однако уже к 1713 году герцога начали критиковать со стороны правящих кабинетов в Англии, и он перешёл на сторону Вигов (тогда оппозиции), произнося речи против правительства Тори в Палате лордов. В июле 1714 году, неожиданное присутствие Кэмпбелла и герцога Сомерсета в Тайном совете (Privy Council) возможно предотвратило переход всей власти в руки Болингброка (Bolingbroke) от уходящего в отставку кабинета лорда Оксфорда, и, таким образом, обеспечило наследование британского престола представителями Ганноверской династии после смерти королевы Анны.

## Мятеж якобитов
В 1715 году герцог возглавил правительственные войска, направленные на подавление восстания якобитов, вспыхнувшего в Шотландии. Войска мятежников во главе с графом Маром были разбиты 13 ноября в сражении у Шериффмур. В награду за подавление мятежа Аргайл получил титул герцога Гринвичского.
Герцог был одним из губернаторов-основателей Больницы для подкидышей в Лондоне (учреждения по призрению детей-сирот), начавшего свою деятельность в 1739 году. В 1742 году, за год до своей смерти, фельдмаршал был назначен Главнокомандующим войсками Британской армии (англ. Commander in Chief of the British Army).

## Семья
Джон Кэмпбелл, герцог Аргайл, был дважды женат. Его первой женой в 1701 году стала Мэри Браун (ок. 1682 — 16 января 1717), дочь Джона Брауна и Урсулы Данкомб. Они расстались вскоре после свадьбы, и она умерла в 1717 году и была похоронена в Вестминстерском аббатстве. 6 июня 1717 года он во второй раз женился на Джейн Уорбертон (ок. 1683 — 16 апреля 1767), дочери Томаса Уорбертона и Энн Уильямс, сестре Хью Уорбертона и фрейлине королевы Анны. Джейн умерла в 1767 году и была похоронена вместе с ним в Вестминстерском аббатстве. У него было четыре дочери, достигшие зрелости:
- леди Кэролайн Кэмпбелл (17 ноября 1717 — 11 января 1794), 1-й муж с 1742 года Фрэнсис Скотт, граф Далкейт (1721—1750), сын Фрэнсис Скотта, 2-го герцога Баклю, 2-й муж с 1755 года достопочтенный Чарльз Таунсенд (1725—1767), сын Чарльза Таунсенда, 3-го виконта Таунсенда.
- леди Элизабет Кэмпбелл (ок. 1718 — 16 июля 1799), муж с 1749 года достопочтенный Джеймс Стюарт-Маккензи (ок. 1714 — 1800)
- леди Энн Кэмпбелл (ок. 1720 — 7 февраля 1785), муж с 1741 года Томас Уэнтуорт, 2-й граф Стаффорд (1722—1791)
- леди Мэри Кэмпбелл (6 февраля 1727 — 30 сентября 1811), муж с 1747 года Эдвард Кук, виконт Кук (1718/1719 — 1753).

## В популярной культуре
Кэмпбелла играет Джеймс Робертсон Джастис в фильме 1953 года «Роб Рой, горный разбойник». Его играет Эндрю Кей в фильме 1995 года Майкла Кейтона-Джонса «Роб Рой».

## Титулы
- Наследственные титулы (с 25 сентября 1703 года):
  - 11-й лорд Лорн (Шотландия)
  - 11-й граф Аргил (Шотландия)
  - 12-й лорд Кэмпбелл (Шотландия)
  - 5-й лорд Кинтайр (Шотландия)
  - 4-й баронет Кэмпбелл, Лэнди в Ангусе, графство Форфэр (Шотландия)
  - 2-й лорд Инвэрари, Малл, Марверн и Тири (Шотландия)
  - 2-й маркиз Кинтайр и Лорн (Шотландия)
  - 2-й виконт Лохоу и Гленила (Шотландия)
  - 2-й граф Кэмпбелл и Коуолл (Шотландия)
- Приобретенные титулы (26 ноября 1705):
  - 1-й барон Чатэм в Кенте (Англия)
  - 1-й граф Гринвичский в Кенте (Англия)
- Приобретенный титул (27 апреля 1719):
  - 1-й герцог Гринвичский (Великобритания)

## Воинские звания и почётные воинские должности
- бригадир (1704)
- генерал-майор (1706)
- генерал-лейтенант (1709)
- «полный» генерал (1711)
- фельдмаршал (14 января 1736)
  - почётный полковник:
- 1-го пехотного полка (1st Regiment/«Lorne’s Foot»)
- 3-й гвардейский драгунский полк (Королевы) (3rd (The Queen’s) Dragoon Guards)
- 1-го (Собственного Его Величества) эскадрона Полка конной гвардии (1st (His Majesty’s Own) Troop/«The Oxford Blues»)
- 4-го (Шотландского) эскадрона Полка конной гвардии (4th (Scots) Troop of the Horse Guards Regiment)
- 3-го пехотного полка (3rd Regiment of Foot/Buffs) (1707—1711)
- полка Королевской конной гварадии (Royal Horse Guards) (1715—1716, 1733—1740)
- 3-го кавалерийского (конного) полка (3rd Horse) (1733—1740)

## Прочие должности
- Extraordinary Lord of Session (1704—1708)
- High Commissioner of the Parliament of Scotland (1705)
- член Тайного совета (Privy Counsellor) (с 3 февраля 1709)
- Посол к королю Испании Карлу (Карлосу) III (январь 1711)
- Губернатор Эдинбургского замка (1712—1714)
- Лорд-судья, Регент королевства (с 1 августа по 18 сентября 1714)
- Лорд-лейтенант Аргайлшира (1715—1743)
- Лорд-лейтенант Данбартоншира (1715—1743)
- Лорд-лейтенант Суррея (1715—1716)
- Лорд-стюард королевского двора (1718—1725)
- Генерал-фельдцейхмейстер (Master-General of the Ordnance) (1725—1730, февраль-март 1742)
- губернатор Портсмута (1730—1737)